# 市岡忠吉
市岡 忠吉（いちおか ただよし）は、戦国時代の武士。はじめ甲斐武田氏、のち徳川氏家臣。

## 経歴・人物
初め武田信玄に仕えるが、武田家没落後の天正16年（1588年）駿府にて徳川家康に拝謁し、以後徳川家に仕える。天正18年（1590年）の小田原征伐では信濃国飯田城を守衛する。同年武蔵国府中にて300石を賜い天守番を勤める。
経歴には、名を宗重（むねしげ）といい、はじめ美濃国岩村城主遠山左衛門佐某のもとにあり、のち信濃国下條兵庫助某の家に寓居。兵庫助の死後、家康の命で飯田城を守護し、天正14年（1586年）浜松にて家康に拝謁し、領地を賜った。とする説もある。